# ألعاب ذهنية (أغنية)
ألعاب ذهنية (بالإنجليزية: Mind Games)‏ هي أغنية كتبها وأداها جون لينون وتم إصدارها في عام 1973، هي الأغنية الرئيسية للألبوم الذي يحمل نفس الاسم، وصدرت الأغنية الفردية والألبوم في المملكة المتحدة في وقت واحد في 16 نوفمبر 1973، وفي الولايات المتحدة، بلغت ذروتها في المرتبة 18 في قائمة البيلبورد هوت 100، والمركز العاشر في قائمة الكاش بوكس، وفي المملكة المتحدة بلغت ذروتها في المرتبة 26.

## خلفية الأغنية
الأغنية بدأت في عام 1969، وكانت تحمل في الأصل عنوان «إصنع الحب لا الحرب» كان هذا شعارًا شائعًا مناهضًا للحرب في ذلك الوقت، وأغنية أخرى عنوانها «أنا اعدّ I Promise»، وهي أغنية إنتهى من كتابتها لينون عام 1970، وهي مدرجة على البوم فريق البيتلز «مقتطفات». أنهى لينون قراءة كتاب «ألعاب الذهن: دليل الفضاء الداخلي» بقلم روبرت ماسترز وجان هيوستن (1972). قابل لينون فيما بعد روبرت ماسترز في أحد المطاعم وقال: «أنا من معجبيك، لقد كتبت ألعاب الذهن». تماشياً مع الموضوع الأصلي، تدعو الكلمات إلى الوحدة والحب والنظرة الإيجابية، وكتبت مجلة البيلبورد: «تؤكد الأغنية أن الأفكار الإيجابية هي الجواب على السعادة»، وحسب ما جاء في كلمات الأغنية «نعم هي الأجابة» وهذه الكلمات تحمل إشارة إلى القطعة الفنية لزوجته «يوكو اونو» والتي جمعتهم معًا في الأصل. كتب لينون الأغنية اثناء فترة إنفصاله عن زوجته يوكو والتي استمرت 18 شهرًا قضاها مع سكرتيرته الأمريكية «ماي بانج».

## كتاب ألعاب العقل: دليل الفضاء الداخليThe Guide to Inner Space
يشرح «الدليل الكلاسيكي للتدريب العقلي classic mind-training manual»، كيف يمكن تطبيق هذه التمارين في مجموعة من الإعدادات المعاصرة تشير الإرشادات الواضحة إلى كيف يمكن للمدرسين والمعالجين وورش العمل والكنائس وقادة المجتمع وكل من يريد العيش والعمل بمزيد من التركيز والتدفق والمرونة العقلية استخدام هذه الألعاب لتعظيم إمكاناتهم من أجل:
حل المشكلات وبناء الفريق وحل النزاعات - التركيز والإنتاجية - الحد من التوتر والاسترخاء - تركيز الإستماع ومهارات التواصل الفائق

## طاقم العزف والتسجيل
جون لينون: غناء وجيتار وجيتار منزلق ولوحة مفاتيح (كلافيكورد).
ديفيد سبينوزا: جيتار.
كين آشر: ميلوترون.
جوردون إدواردز: جيتار باس.
جيم كيلتنر: طبول.

## كلمات الأغنية
نحن نلعب هذه الألعاب الذهنية معًا We're playin' those mind games together
ندفع عنا الحواجز، ونزرع البذور Pushin' the barriers, plantin' seeds
نلعب حرب العصابات الذهنية Playin' the mind guerrilla
وننشد المانترا، السلام على الأرض Chantin' the mantra, peace on earth
نلعب جميعًا تلك الألعاب الذهنية إلى الأبد We all been playin' those mind games forever
شخص مثل الكاهن يرفع الحجاب Some kinda druid dude liftin' the veil
ونقوم بحرب العصابات الذهنية Doin' the mind guerrilla
يسميها البعض السحر، البحث عن الكأس Some call it magic, the search for the grail
الحب هو الجواب Love is the answer
وأنت تعرف ذلك بالتأكيد And you know that for sure
الحب زهرة Love is a flower
يجب أن تدعها، يجب أن تدعها تنمو You gotta let it, you gotta let it grow
لذا استمروا في لعب هذه الألعاب الذهنية معًا So keep on playin' those mind games together
الإيمان بالمستقبل، بعيدا عن الآن Faith in the future, outta the now
لا يمكنك التغلب على هذه الالعاب You just can't beat on those mind guerrillas
الموجودة بشكل مطلق في أحجار عقلك Absolute elsewhere in the stones of your mind
نعم، نحن نلعب تلك الألعاب الذهنية إلى الأبد Yeah, we're playin' those mind games forever
نعرض صورنا في المكان والزمان Projectin' our images in space and in time
نعم هو الجواب Yes is the answer
وأنت تعرف ذلك بالتأكيد And you know that for sure
نعم هو الإستسلام Yes is surrender
دع الأمور تجري في أعنتها، دعها تسير You gotta let it, you gotta let it go
لذا استمروا في لعب هذه الألعاب الذهنية معًا So keep on playin' those mind games together
قائمين برقصة طقسية في الشمس Doin' the ritual dance in the sun
الملايين من رجال حرب العصابات الذهنية Millions of mind guerrillas
واضعين قوتهم الروحية على حتمية العاقبة Puttin' their soul power to the karmic wheel
استمر في اللعب بهذه الألعاب الذهنية إلى الأبد Keep on playin' those mind games forever
إرفع روح السلام والمحبة Raisin' the spirit of peace and love
حب Love
أريدك أن تصنع الحب وليس الحرب I want you to make love, not war
أعلم أنك سمعت هذا من قبل I know you've heard it before

## وصلات خارجية
https://www.youtube.com/watch?v=QLeObvcUii4 ألعاب ذهنية (أغنية)
https://www.songfacts.com/facts/john-lennon/mind-games ألعاب ذهنية (أغنية)
https://www.beatlesbible.com/people/john-lennon/songs/mind-games/ ألعاب ذهنية (أغنية)